# 37 (číslo)
Třicet sedm je přirozené číslo. Následuje po číslu třicet šest a předchází číslu třicet osm. Řadová číslovka je třicátý sedmý nebo sedmatřicátý. Římskými číslicemi se zapisuje XXXVII.

## Matematika
Třicet sedm je
- páté příznivé prvočíslo
- spolu s číslem 38 první pár po sobě jdoucích přirozených čísel, která nejsou dělitelná žádnou ze svých cifer
- číslo, pro něž v desítkové soustavě platí, že po vynásobení dvěma a odečtení jedné se při čtení obráceně rovná původnímu číslu (37×2=74, 74−1=73, 73 pozpátku je 37)
- číslo které lze vynásobit libovolným násobkem tří menším než 30 s výsledkem, který se vždy skládá z tří stejných číslic: například 37*27=999
- Unikátní prvočíslo. Délka periody převrácené hodnoty je totiž 3 ({\displaystyle 0,027027027...=0,{\overline {027}}}), což v desítkové soustavě není u žádného jiného prvočísla. Následujícím takovým je 101.

## Chemie
- 37 je atomové číslo rubidia

## Ostatní
- normální tělesná teplota člověka ve stupních Celsia
- počet dílů ve francouzské ruletě
- věk, ve kterém zemřel Vincent van Gogh
- počet slonů, s kterými se Hannibal vydal dobýt Římskou republiku[1]
- +37 byla původně mezinárodní telefonní předvolba NDR (nyní má +49 celé Německo)

## Roky
- 37
- 37 př. n. l.
- 1937